# Église Notre-Dame-de-la-Présentation de Shawinigan
Pour l’article homonyme, voir Église Notre-Dame-de-la-Présentation du Mélezet.
L'église Notre-Dame-de-la-Présentation est une église de rite catholique romain, située à Shawinigan. L'intérieur de l'église est décoré de 15 peintures créées par Ozias Leduc et son assistante Gabrielle Messier, entre 1942 et 1955. Ses 15 compositions ont été classées biens culturels en 1975 et l'église a été désignée lieu historique national du Canada en 2004.

## Histoire
La mission de Notre-Dame-de-la-Présentation a été créée en 1910 et est devenue paroisse en 1914, ce qui en fait la première paroisse d'Almaville-en-Bas. L'église actuelle fut construite en 1924 et 1925 selon les plans de l'architecte Jules Caron. Elle remplace une première chapelle en bois auparavant située au même endroit, qui avait été bâtie en 1910.

## Église
L'église de style néoroman a un plan rectangulaire,. Les murs de l'église sont en pierre et le toit en bardeaux d'amiante.
Le plan intérieur est composé d'une nef à un vaisseau. La voûte a la forme d'un arc déprimé. La finition des murs et du plafond est en plâtre.

## Œuvre d'Ozias Leduc
La décoration de l'intérieur de l'église est souvent appelée le « testament artistique » de Leduc, puisque ce dernier y a travaillé durant les 13 dernières années de sa vie. Les tableaux ont la particularité d'intégrer des scènes profanes, qui traitent du travail, aux côtés de sujets sacrés.